# Real y Pontificia Universidad de Mérida (Yucatán)
La Real y Pontificia Universidad de Mérida de Yucatán (1624 - 1767), estuvo ubicada en la Gobernación y Capitanía General de Yucatán,en la actualidad territorio de México.
Tiene sus orígenes en el Colegio de Mérida, que llegó a llamarse con el tiempo de Colegio San Javier (establecido por cédula real del rey Felipe III con fecha del 16 de julio de 1611) en Mérida, Gobernación y Capitanía General de Yucatán, hoy México, aunque la apertura se demoró hasta 1618. 
El colegio fue promovido por el Ayuntamiento de Mérida, el gobernador y capitán general de Yucatán y el obispo diocesano. El benefactor fue el regidor y capitán Martín del Palomar, quien en 1611 legó 26 mil pesos en oro común y un predio al norte de la Catedral de Yucatán, lo que hoy abarca la Iglesia El Jesús - al ministerio de los jesuitas -, el actual parque donde se encuentra el "Monumento a la Madre", la Pinacoteca del Estado "Juan Gamboa Guzmán", el Congreso del Estado de Yucatán y aún el Teatro Peón Contreras. 
El 5 de noviembre de 1624 se presentaron ante el gobernador y capitán general los permisos del papa Gregorio XV, otorgado en bula de 1621, y del rey Felipe IV en real cédula de 1622, para conferir los grados académicos de bachiller, licenciado, maestro y doctor y, el 22 de noviembre del mismo año, se presentaron los mismos permisos ante el obispo. Las cabezas de autoridad dieron su beneplácito y se decretó la fundación de la universidad el 23 de noviembre del mismo año. Ese mismo día, se efectuó un desfile en la ciudad de Mérida para la apertura de la universidad: al frente fueron los cuatro batallones de soldados de Mérida marchando bajo el compás de la música de pífanos, trompetas y atabales; seguían los caballeros engalanados y los alumnos y padres maestros, siguieron los ministros de justicia y después los regidores y alcaldes y el cabildo catedralicio, posteriormente seguía el gobernador y capitán general y el obispo, y en un caballo con una lanza aderezada, un alumno llevaba la cédula real y la bula papal que permitían la fundación de la universidad.
Así pasearon por las principales calles públicas de Mérida bajo el continuo repicar de las campanas. Al llegar a la iglesia del colegio, fueron recibidos por el estruendo de salvas de cañón y fanfarreas de trompetas y chirimías desde un tablado adornado de flores. Entonces el obispo tomó posesión de la universidad en su calidad de canciller como lo mandaba la bula, y metió por su mano al rector Diego de Acevedo. Entrando a la iglesia el gobernador y el obispo, junto con sus comitivas, comenzó a escucharse el canto gregoriano "Te deum laudamus", y tomando asientos de un lado el gobernador, los regidores y los padres maestros jesuitas, y del otro el obispo y su cabildo eclesiástico, se dio el discurso inaugural. 
Al salir de la iglesia, las salvas y chirimías volvieron a sonar, y los asistentes gritaron ¡Viva la Real Universidad! ¡Víctor la Compañía!. Con el apoyo de dos cátedras que otorgó el rey de la hacienda pública, se puso en marcha la Universidad de Mérida. Entre las Facultades que tuvo se encuentran las de Gramática, Artes (también conocida como Filosofía), Teología y Derecho Canónico, esta última graduando estudiantes hacia finales de la existencia de la universidad. 
El primer canciller de la Universidad de Mérida fue el obispo Fray Gonzalo de Salazar, aunque a partir de 1648 la Universidad ya no fue subordinada al obispado. 
A principios del siglo XVIII, la Universidad contó con un segundo colegio, el Seminario de San Pedro, también ubicado en Mérida, Yucatán, y un tercer colegio estancia, llamado de San José en la ciudad de Campeche, Yucatán. En este último, los estudiantes se introducían al estudio de la gramática (latín) antes de pasar a Mérida. 
Para cursar estudios en alguna de las facultades de la universidad, se requería pertenecer a alguno de los colegios. Esto es similar a las costumbres de universidades con orígenes medievales como las universidades de Oxford y Cambridge, Inglaterra. 
Aunque el cabildo secular constituyó la facultad de leyes, esta fue rechazada por el rey Carlos III un año antes del extrañamiento a la orden de la Compañía de Jesús. 
La Universidad de Mérida es considerada la segunda en fundarse tanto en México como en Norteamérica, solo después de la Real y Pontificia Universidad de México en 1551, y antes de la Universidad de Harvard en 1636. Fue cerrada en 1767 a causa de la expulsión de la Compañía de Jesús de los dominios españoles por el rey Carlos III. En sus diferentes transformaciones, es considerada la precursora de la Universidad Autónoma de Yucatán.